# Buckley (Washington)
Buckley (korábban Perkins Prairie) az Amerikai Egyesült Államok északnyugati részén, Washington állam Pierce megyéjében elhelyezkedő város. A 2010. évi népszámlálási adatok alapján 4354 lakosa van.
Buckley 1890-ben kapott városi rangot. A településen forgatták az Égi jel című filmet. A Fekete bárány című vígjátékban két szereplő Buckley-ból származik.

## Éghajlat
A város éghajlata mediterrán (a Köppen-skála szerint Csb).
| Hónap                         | Jan.  | Feb.  | Már.  | Ápr. | Máj. | Jún. | Júl. | Aug. | Szep. | Okt. | Nov.  | Dec.  | Év    |
| ----------------------------- | ----- | ----- | ----- | ---- | ---- | ---- | ---- | ---- | ----- | ---- | ----- | ----- | ----- |
| Rekord max. hőmérséklet (°C)  | 21,1  | 21,7  | 25,6  | 30,0 | 35,0 | 36,7 | 38,9 | 39,4 | 36,1  | 32,8 | 21,7  | 18,9  | 39,4  |
| Átlagos max. hőmérséklet (°C) | 8,3   | 10,0  | 12,2  | 15,0 | 18,3 | 21,1 | 24,4 | 25,0 | 22,2  | 15,6 | 16,0  | 7,2   | 16,3  |
| Átlagos min. hőmérséklet (°C) | 2,8   | 2,2   | 3,9   | 5,0  | 7,8  | 10,6 | 12,2 | 12,2 | 10,0  | 6,7  | 4,4   | 1,7   | 6,7   |
| Rekord min. hőmérséklet (°C)  | −19,4 | −17,2 | −12,2 | −3,9 | −1,7 | −0,6 | 3,3  | 2,2  | −1,7  | −5,6 | −16,7 | −18,0 | −19,4 |
| Átl. csapadékmennyiség (mm)   | 150   | 112   | 124   | 104  | 93   | 75   | 35   | 34   | 53    | 113  | 190   | 134   | 1217  |
| Forrás: The Weather Channel   |       |       |       |      |      |      |      |      |       |      |       |       |       |

## Népesség
A 2010-es népszámláláskor a városnak 4354 lakója, 1391 háztartása és 1049 családja volt. A népsűrűség 435,4 fő/km2. A lakóegységek száma 1669, sűrűségük 166,9 db/km2. A lakosok 93%-a fehér, 0,6%-a afroamerikai, 0,8%-a indián, 0,6%-a ázsiai, 0,1%-a a Csendes-óceáni szigetekről származik, 1,2%-a egyéb, 3,4%-a pedig kettő vagy több etnikumú. A spanyol vagy latino származásúak aránya 3,1% (   )
A háztartások 33,7%-ában élt 18 évnél fiatalabb. 48,6% házas, 11,5% egyedülálló nő, 5,8% egyedülálló férfi, 34,1% pedig nem család. 26,3% egyedül élt; 11,6%-uk 65 éves vagy idősebb. Egy háztartásban átlagosan 2,5 személy élt; a családok átlagmérete 3 fő.
A medián életkor 39,9 év volt. A város lakóinak 22,5%-a 18 évesnél fiatalabb, 8,9% 18 és 24 év közötti, 25,4%-uk 25 és 44 év közötti, 30%-uk 45 és 64 év közötti, 13%-uk pedig 65 éves vagy idősebb. A lakosok 50,3%-a férfi, 49,7%-a pedig nő.

## Nevezetes személyek
- Blaine Larsen, zenész[14]
- Lucille Lund, színész[15]

## Fordítás
- Ez a szócikk részben vagy egészben  a   Buckley, Washington című angol Wikipédia-szócikk ezen változatának fordításán alapul.  Az eredeti cikk szerkesztőit annak laptörténete sorolja fel. Ez a jelzés csupán a megfogalmazás eredetét és a szerzői jogokat jelzi, nem szolgál a cikkben szereplő információk forrásmegjelöléseként.